# Supercoppa VTB United League 2022
La Supercoppa VTB United League 2022 è la 2ª Supercoppa della VTB United League, organizzata dalla VTB United League.

## Squadre
Si è disputata tra il 22 e il 25 settembre 2022 presso la VTB Arena di Mosca. Le squadre qualificate sono le migliori quattro squadre al termine della stagione passata più vengono invitate anche due squadre serbe.
1. Zenit San Pietroburgo
2. CSKA Mosca
3. UNICS Kazan'
4. Lokomotiv Kuban'

1. Partizan NIS
2. Mega MIS

## Fase a gironi

### Gruppo A
| Pos. | Squadra              | G | V | P | PtF | PtS | Diff. | P.ti |
| ---- | -------------------- | - | - | - | --- | --- | ----- | ---- |
| 1.   | Zenit S. Pietroburgo | 2 | 1 | 1 | 154 | 139 | +15   | 3    |
| 2.   | Partizan             | 2 | 1 | 1 | 157 | 151 | +6    | 3    |
| 3.   | Lokomotiv Kuban'     | 2 | 1 | 1 | 144 | 165 | -21   | 3    |

### Gruppo B
| Pos. | Squadra       | G | V | P | PtF | PtS | Diff. | P.ti |
| ---- | ------------- | - | - | - | --- | --- | ----- | ---- |
| 1.   | CSKA Mosca    | 2 | 2 | 0 | 177 | 147 | +30   | 4    |
| 2.   | UNICS Kazan'  | 2 | 1 | 1 | 149 | 145 | +4    | 3    |
| 3.   | Mega Belgrado | 2 | 0 | 2 | 145 | 179 | -34   | 2    |

## Finali

### Finale
|  | Finale               |                      |    |  |
|  |                      |                      |    |  |
|  | Zenit S. Pietroburgo | Zenit S. Pietroburgo | 71 |  |
|  | CSKA Mosca           | CSKA Mosca           | 70 |  |

| Arbitri: | Il'ja Putenko Stanislav Valeev Artem Lavruchin |

| |            | |
| Wimbush 20 | Punti      | 22 Milutinov |
| Thomasson 5 | Assist     | 5 Ware |
| Thompkins 5 | Rimbalzi   | 9 Milutinov |
| 3 Zacharov• 5 Homesley• 8 Vol'chin• 20 Zubkov• 23 Solomon 4 Toptunov• 12 Klimenko• 21 Toropov• 26 Wimbush• 32 Thomasson• 33 Thompkins• 70 Fridzon | Formazioni | 2 Ware• 4 Komolov• 8 Astapkovič• 11 Antonov• 33 Milutinov 3 Karpenko• 5 Desjatnikov• 7 Uchov• 10 Ruzhentsev• 14 Davidovac• 17 Jean-Charles• 24 Moore |
| Xavi Pascual | Allenatori | Emil Rajković |

### Finale 3º posto
|  | Finale 3º posto |              |    |  |
|  |                 |              |    |  |
|  | Partizan        | Partizan     | 77 |  |
|  | UNICS Kazan'    | UNICS Kazan' | 83 |  |

| Arbitri: | Aleksej Davydov Sergej Michajlov Anton Kruglov |

| |            | |
| Papapetrou, Trifunović 12 | Punti      | 30 Dimitrijević |
| Madar 6 | Assist     | 4 Macon, Reynolds |
| Lessort 11 | Rimbalzi   | 6 Labeyrie, Reynolds |
| 2 LeDay• 5 Koprivica• 7 Punter• 32 Trifunović• 41 Madar 1 Vukčević• 10 Papapetrou• 13 Jovanović• 21 Nunnally• 26 Lessort• 33 Anđušić | Formazioni | 1 Dimitrijević• 3 Reynolds• 4 Macon• 7 Labeyrie• 11 Il'nickij 8 Zajcev• 12 Žbanov• 21 Brown• 28 Razumov• 30 Kulagin• 35 Zabelin• 61 Tkačenko |
| Željko Obradović | Allenatori | Velimir Perasović |

### Finale 5º posto
|  | Finale 5º posto  |                  |    |  |
|  |                  |                  |    |  |
|  | Lokomotiv Kuban' | Lokomotiv Kuban' | 95 |  |
|  | Mega Belgrado    | Mega Belgrado    | 93 |  |

| Arbitri: | Semen Ovinov Sergej Beljakov Jaroslav Orešin |

| |            | |
| Barford 21 | Punti      | 29 Cazalon |
| Martjuk, Ščerbenev 4 | Assist     | 10 Rorie |
| Martjuk 8 | Rimbalzi   | 11 Branković |
| 0 Barford• 1 Ščerbenev• 9 Martjuk• 13 Uzinskij• 21 Willis 12 Elatoncev• 23 Dolinin• 33 Vediščev• 34 Syčkov• 35 Emčenko• 44 Docenko | Formazioni | 2 Branković• 6 Rudan• 10 Cazalon• 14 Rorie• 16 Grbović 4 Bogavac• 7 Uskoković• 12 Kovačević• 13 Cerovina• 21 Šljivančanin• 33 Mušikić |
| Aleksander Sekulić | Allenatori | Marko Barać |